# موغوشيشت-سيريت
موغوشيشت-سيريت هي قرية تقع في إقليم ياش في رومانيا وبلغ عدد سكانها 4,061 نسمة في عام 2002م.